# Libro de Boril
El Libro de Boril o Sinódico de Boril (en búlgaro: Борилов синодик) es un libro medieval búlgaro de principios del siglo XIII. Es una importante fuente para la historia del Imperio búlgaro.
El libro fue escrito en conjunto con el concilio del zar Boril contra los bogomilos en 1211.